# Spinotarsus elegans
Spinotarsus elegans är en mångfotingart som beskrevs av Kraus 1960. Spinotarsus elegans ingår i släktet Spinotarsus och familjen Odontopygidae. Inga underarter finns listade i Catalogue of Life.